# Erin & Aaron
Erin & Aaron ist eine US-amerikanische Comedyserie, die von Dicky Murphy geschaffen wurde. Die Premiere der Serie fand am 20. April 2023 auf dem US-amerikanischen Sender Nickelodeon statt. Im deutschsprachigen Raum erfolgte die Erstveröffentlichung der Serie am 3. November 2023 durch Netflix.

## Handlung
Die beiden Stiefgeschwister Erin und Aaron im Teenageralter müssen in Asbury Park lernen, miteinander zu leben, als Erins Vater Chuck und Aarons Mutter Sylvia heiraten. Die beiden sind jedoch komplett unterschiedlich: Während Erin willensstark und impulsiv ist, ist Aaron ruhig und sensibel. Trotz ihrer Unterschiede haben die beiden Stiefgeschwister die Musik als gemeinsame Leidenschaft. Die beiden beginnen, gemeinsam Musik zu schreiben und zu spielen, was ihnen hilft, die Herausforderung einer Patchworkfamilie zu meistern.

## Besetzung und Synchronisation
Die deutschsprachige Synchronisation entstand nach den Dialogbüchern von Katharina von Daake und Julia Sander sowie unter der Dialogregie von Sam Bauer durch die Synchronfirma Iyuno Germany in Berlin.
| Rolle                | Schauspieler    | Synchronsprecher  |
| Hauptdarsteller      | Hauptdarsteller | Hauptdarsteller   |
| -------------------- | --------------- | ----------------- |
| Erin Park            | Ava Ro          | Emilia Raschewski |
| Aaron Williams       | Jensen Gering   | Sebastian Fitzner |
| Natasha Williams     | Pyper Braun     | Suree Chuh        |
| Chuck Park           | David S. Jung   | Arne Stephan      |
| Sylvia Williams-Park | Larisa Oleynik  | Sabine Mazay      |
| Nebendarsteller      |                 |                   |
| Vivian               | Celia Méndez    | Emily Hinze       |
| Hunter               | Luca Diaz       | Ben Hadad         |

## Episodenliste
Die Episoden sind nach Ausstrahlungsreihenfolge in den USA sortiert, da es bei der Produktionsreihenfolge oftmals zu Anschlussfehlern kommt.

### Staffel 1
| Nr. (ges.) | Nr. (St.) | Deutscher Titel              | Originaltitel                         | Erstausstrahlung (USA) | Deutschsprachige Erstveröffentlichung (D/A/CH) | Regie                 | Drehbuch                                        |
| ---------- | --------- | ---------------------------- | ------------------------------------- | ---------------------- | ---------------------------------------------- | --------------------- | ----------------------------------------------- |
| 1          | 1         | Eine musikalische Familie    | We Are Family                         | 20. Apr. 2023          | 3. Nov. 2023                                   | Wendy Faraone         | Dicky Murphy                                    |
| 2          | 2         | Das Klavier                  | Piano Man                             | 20. Apr. 2023          | 3. Nov. 2023                                   | Wendy Faraone         | Sean W. Cunningham & Marc Dworkin               |
| 3          | 3         | Ein guter Plan               | Un-break My Heart                     | 27. Apr. 2023          | 3. Nov. 2023                                   | Wendy Faraone         | Samantha Martin                                 |
| 4          | 4         | Sushi-Samstag                | Music for a Sushi Restaurant          | 4. Mai 2023            | 3. Nov. 2023                                   | Evelyn Belasco        | Dicky Murphy                                    |
| 5          | 5         | Wer passt auf Natasha auf?   | Somebody's Watching Me                | 11. Mai 2023           | 3. Nov. 2023                                   | Evelyn Belasco        | Scott Taylor & Wesley Jermaine Johnson          |
| 6          | 6         | Der Musikwettbewerb          | Born in the U.S.A.                    | 18. Mai 2023           | 3. Nov. 2023                                   | Mike Caron            | Nora Sullivan                                   |
| 7          | 7         | Country                      | Gone Country                          | 25. Mai 2023           | 3. Nov. 2023                                   | David Kendall         | Samantha Martin                                 |
| 8          | 8         | Das Football-Team            | Lose Yourself                         | 1. Juni 2023           | 3. Nov. 2023                                   | Adam Weissman         | Scott Taylor & Wesley Jermaine Johnson          |
| 9          | 9         | Mutter und Tochter           | I Want You Back                       | 8. Juni 2023           | 3. Nov. 2023                                   | Leonard R. Garner Jr. | Shukri R. Abdi                                  |
| 10         | 10        | Das Pony                     | Pictures of You                       | 15. Juni 2023          | 3. Nov. 2023                                   | Robbie Countryman     | Conor Hanney                                    |
| 11         | 11        | Liebeskummer                 | Bad Romance                           | 22. Juni 2023          | 3. Nov. 2023                                   | Jody Margolin Hahn    | Hannah Suria                                    |
| 12         | 12a       | Gehen oder bleiben? – Teil 1 | Should I Stay or Should I Go? Part I  | 29. Juni 2023          | 3. Nov. 2023                                   | Trevor Kirschner      | Sean W. Cunningham, Marc Dworkin & Dicky Murphy |
| 12         | 12b       | Gehen oder bleiben? – Teil 2 | Should I Stay or Should I Go? Part II | 29. Juni 2023          | 3. Nov. 2023                                   | Trevor Kirschner      | Sean W. Cunningham, Marc Dworkin & Dicky Murphy |